# Todd Perry
Todd Perry (* 17. März 1976 in Adelaide) ist ein ehemaliger australischer Tennisspieler.

## Karriere
Perry wurde im Jahr 1998 Tennisprofi und spezialisierte sich auf das Doppelspiel – meistens mit dem Schweden Simon Aspelin als Partner. Er erreichte vier Mal das Viertelfinale bei Grand-Slam-Turnieren und 6 Turniersiege auf der ATP Tour im Doppel. Im Mai 2006 erreichte Perry mit Platz 16 seine höchste Platzierung in der Tennis-Doppelweltrangliste.

## Erfolge
| Legende (Anzahl der Siege)                           |
| Grand Slam                                           |
| Tennis Masters Cup                                   |
| ATP Masters Series ATP World Tour Masters 1000       |
| ATP International Series Gold ATP World Tour 500 (1) |
| ATP International Series ATP World Tour 250 (5)      |

| Titel nach Belag |
| Hartplatz (4)    |
| Sand (1)         |
| Rasen (0)        |
| Teppich (1)      |

### Doppel

#### Turniersiege
| Nr. | Datum             | Turnier         | Belag     | Partner        | Finalgegner                   | Ergebnis          |
| --- | ----------------- | --------------- | --------- | -------------- | ----------------------------- | ----------------- |
| 1.  | 8. September 2003 | Costa do Sauípe | Hartplatz | Thomas Shimada | Scott Humphries Mark Merklein | 6:2, 6:4          |
| 2.  | 31. Januar 2005   | Delray Beach    | Hartplatz | Simon Aspelin  | Jordan Kerr Jim Thomas        | 6:3, 6:3          |
| 3.  | 14. Februar 2005  | Memphis         | Hartplatz | Simon Aspelin  | Bob Bryan Mike Bryan          | 6:4, 6:4          |
| 4.  | 23. Oktober 2006  | St. Petersburg  | Teppich   | Simon Aspelin  | Julian Knowle Jürgen Melzer   | 6:1, 7:6          |
| 5.  | 1. Januar 2007    | Adelaide        | Hartplatz | Wesley Moodie  | Novak Đoković Radek Štěpánek  | 6:4, 3:6, [15:13] |
| 6.  | 16. April 2007    | Valencia        | Sand      | Wesley Moodie  | Yves Allegro Sebastián Prieto | 7:5, 7:5          |

#### Finalteilnahmen
| Nr. | Datum            | Turnier        | Belag     | Partner         | Finalgegner                      | Ergebnis         |
| --- | ---------------- | -------------- | --------- | --------------- | -------------------------------- | ---------------- |
| 1.  | 27. Juli 2003    | Umag           | Sand      | Thomas Shimada  | Álex López Morón Rafael Nadal    | 1:6, 3:6         |
| 2.  | 11. Juli 2004    | Båstad         | Sand      | Simon Aspelin   | Mahesh Bhupathi Jonas Björkman   | 6:4, 6:7, 6:7    |
| 3.  | 18. Juli 2004    | Stuttgart      | Sand      | Simon Aspelin   | Jiří Novák Radek Štěpánek        | 2:6, 4:6         |
| 4.  | 9. Januar 2005   | Adelaide       | Hartplatz | Simon Aspelin   | Xavier Malisse Olivier Rochus    | 6:7, 4:6         |
| 5.  | 16. Januar 2005  | Auckland (1)   | Hartplatz | Simon Aspelin   | Yves Allegro Michael Kohlmann    | 4:6, 6:7         |
| 6.  | 19. Juni 2005    | Nottingham     | Rasen     | Simon Aspelin   | Jonathan Erlich Andy Ram         | 6:4, 3:6, 5:7    |
| 7.  | 24. Juli 2005    | Indianapolis   | Hartplatz | Simon Aspelin   | Paul Hanley Graydon Oliver       | 2:6, 1:3 Aufgabe |
| 8.  | 9. Oktober 2005  | Tokio          | Hartplatz | Simon Aspelin   | Satoshi Iwabuchi Takao Suzuki    | 4:5, 4:5         |
| 9.  | 15. Januar 2006  | Auckland (2)   | Hartplatz | Simon Aspelin   | Andrei Pavel Rogier Wassen       | 3:6, 7:5, [4:10] |
| 10. | 28. Oktober 2007 | St. Petersburg | Teppich   | Jürgen Melzer   | Daniel Nestor Nenad Zimonjić     | 1:6, 6:73        |
| 11. | 25. Mai 2008     | Casablanca     | Sand      | Jamie Cerretani | Albert Montañés Santiago Ventura | 1:6, 2:6         |